# Rinorea fistulosa
Rinorea fistulosa är en violväxtart som beskrevs av William Grant Craib. Rinorea fistulosa ingår i släktet Rinorea och familjen violväxter. Inga underarter finns listade i Catalogue of Life.